# Echinolittorina dubiosa
Echinolittorina dubiosa là một loài ốc biển, là động vật thân mềm chân bụng sống ở biển trong họ Littorinidae.